# Enseñar a un sinvergüenza (película)
Enseñar a un sinvergüenza es una película cómica española estrenada en 1970, dirigida por Agustín Navarro y protagonizada por Carmen Sevilla y Pepe Rubio.
Está basada en la obra de teatro homónima escrita por Alfonso Paso.
Por su papel en la película, Carmen Sevilla recibió el galardón a la mejor actriz en los premios del Sindicato Nacional del Espectáculo de 1970.
Además de la banda sonora compuesta por Alfonso Santisteban, hay varias canciones que suenan durante la película: "Por toi" de Mara Laso, "Tu pañuelo verde" de Josep M. Valentí Guerra 'Chacho' y "I Felt You For Love" y "El maletín" de Calibre 38.

## Sinopsis
Rosana (Carmen Sevilla) es una guapa profesora que ha desaprovechado parte de su juventud al haber estado demasiado ocupada en su disciplina de estudio. Un día irrumpe en su vida Lorenzo (Pepe Rubio), un caradura que vive del juego y que quiere adquirir un poco de cultura.
Lorenzo no ha conocido nunca a una mujer tan distinta a sus amoríos habituales y Rosana nunca ha conocido a ningún galán tan descarado. A pesar de sus diferencias acaban enamorándose.

## Reparto completo
- Carmen Sevilla como Rosana Cubero
- Pepe Rubio como Lorenzo Vega
- Mari Carmen Prendes como Margarita, madre de Rosana
- Manuel Alexandre como Gregorio, padre de Rosana
- José Luis Coll como Paco
- Tina Sáinz como Loli
- Carmen Martínez Sierra como Empleada de los lavabos
- Rafael Hernández como Taxista
- Luis Sánchez Polack como Conductor del coche rojo
- Mara Laso como "La Papillón"
- Ingrid Garbo como	Yolanda
- Romano Villalba  como él mismo (director programa de TV)
- David Areu
- Pascual Martín
- Marisa Naranjo  como ligue de Lorenzo, que le da dinero en los créditos iniciales
- Betsabé Ruiz
- Mirta Miller como	Modelo fotográfica de los créditos iniciales (sin acreditar)
- Alfonso Santisteban como Pianista (sin acreditar)